# マキヤ
株式会社マキヤ（MAKIYA CO.,LTD.）は、静岡県富士市に本社を置く小売業者。ディスカウントストア「エスポット」や食品スーパーの「POTATO」「Mammy」などを経営する他、静岡県・山梨県・神奈川県・埼玉県で業務スーパーを、また静岡県東部でハードオフをフランチャイジーとして展開している。

## 沿革
- 1800年（寛政12年）頃 - 創業。
- 1895年（明治28年）6月 - まきや金物店（まきやかなものてん）として創業。
- 1953年（昭和28年）8月 - 有限会社マキヤ金物店（マキヤかなものてん）を設立。
- 1963年（昭和38年）4月 - 社名を有限会社マキヤに変更。
- 1972年（昭和47年）6月27日 - 株式会社に改組。
- 1980年（昭和55年）2月 - 吉原商店街に所在していたマキヤ吉原店を吉原ショッピングセンター（富士市浅間本町1番）に移転し、ひのやとの初の共同出店を行う（現在は建て替えられて2店共に撤退）。
- 1990年（平成2年）
  - 10月 - 株式を店頭登録（現在のJASDAQ）。
  - 11月21日 - マキヤ富士店（富士市本町10番24号）を富士市川成島に移転し、ひのやとの共同出店による新業態エスポットの1号店である新富士駅南店が開店。
- 1996年（平成8年）2月 - 前年11月に自己破産したジョイフルミツヤより三島店と静岡東店の営業を引き継ぐ。
- 2004年（平成16年）5月 - グループ共通ポイントカード（初代）発行開始。
- 2011年（平成23年）
  - 4月 - グループ共通ポイントカード（2代目）へ移行。
  - 12月1日 - 長年提携していた株式会社ひのやを吸収合併。

## 店舗ブランド

### エスポット
ディスカウントストア・スーパーセンター・総合スーパー。神奈川県に5店舗、静岡県中東部に16店舗を展開。

### POTATO・Mammy
食品スーパー。静岡県東部に展開し、2023年9月時点でPOTATOが10店舗、Mammyが4店舗。

### 業務スーパー（地域加盟店運営）
埼玉県・神奈川県・山梨県・静岡県で計62店舗運営。

### ハードオフ・オフハウス（地域加盟店運営）
静岡県中東部にて、ハードオフを6店舗、オフハウスを4店舗運営。

### かつて存在したブランド

#### ヤベデンキ
元々は株式会社ヤベが運営していた家電量販店で、1989年4月にマキヤが吸収合併したことで同社の家電量販店ブランドとなった。
静岡県内各地や神奈川県西部に展開しており、ヤーベマンというマスコットキャラクターを使ったテレビCMも放映されていた。
業績不振のため、2005年7月14日に業界最大手のヤマダ電機（現：ヤマダデンキ）と合弁で東海テックランドを設立（マキヤ80%・ヤマダ20%）。当時営業していた湯河原店・修善寺店・伊東店の運営を同社に移管。全店ヤマダ電機へ転換するとともに、この業態は消滅した。
それでも業績が低迷していたことから、マキヤは東海テックランドの保有株をすべてヤマダ電機に売却し、家電量販店から完全に撤退した。その後、東海テックランドは2010年にグループ企業のダイクマへの合併を経て、2013年にヤマダ電機本体へと吸収合併された。
なお、ヤマダデンキ湯河原店がエスポット湯河原店のテナントとして出店していたり、伊東店・修善寺店の敷地にマキヤ運営の業務スーパーが出店されているのは、マキヤグループだった時代の名残り。

## マキヤグループポイントカード
2004年5月に発行開始。税抜200円1ポイント獲得（日・木曜日は2倍）。250ポイント獲得でマキヤグループ商品券1枚進呈。3枚で、1000円の買い物券として利用可能。2011年4月にデザインが一新された新カードへ移行した。
レジ袋不要の提示をすると1ポイント加算される。